# Semibantu
Semibantu é um termo não genealógico que se refere àquelas línguas aficanas falada pelos habitantes do Western High Plateau de Camarões (porções da Adamawa, províncias Oeste, Noroeste, e Sudoeste) que são línguas bantoides mas não pertencem a Família de língua Bantu.
Estas línguas que foram influenciadas pelas línguas de ambos Bantu-falada por grupos étnicos nas florestas ao sul e do Benue-Congo-falada por  povos das savanas do norte.
Os três principais grupos étnicos que falam línguas Semi-Bantu nos Camarões são o Bamileke, Bamum, e Tikar. Os três grupos partilham muitas semelhanças da cultura e pode vir de um povo ancestral comum.